# Vierling-Gruppe
Vierling Production GmbH ist ein Unternehmen für Nachrichtentechnik und Elektronik, spezialisiert auf Electronics Manufacturing Services (EMS) und Engineering (E2MS) (Elektronik-Fertigung als Dienstleistung).

## Geschichte
Das Unternehmen wurde 1941 vom deutschen Physiker Oskar Vierling auf Burg Feuerstein bei Ebermannstadt gegründet. Als frühe Entwicklung baute und testete man die erste Richtfunkstrecke im neu eingerichteten Forschungslabor. Die Gegenstation befand sich im heutigen Pfadfinderhaus Lindersberg.
In den 1950er-Jahren lieferte Vierling die ersten Prüfgeräte der Deutschen Bundespost mit Transistoren, später auf Mikroprozessorbasis. Ende der 1970er entwickelte Vierling in Zusammenarbeit mit der Deutschen Bundespost den Fernseh-TED, das Televoting-Verfahren für „Wetten, dass..?“.
In Zusammenarbeit mit der Deutschen Telekom entwickelte man Messtechnik (Messsystem 90) und erweiterte das Entwicklungs- und Produktionsportfolio in den 1990er-Jahren um GSM-Gateways.

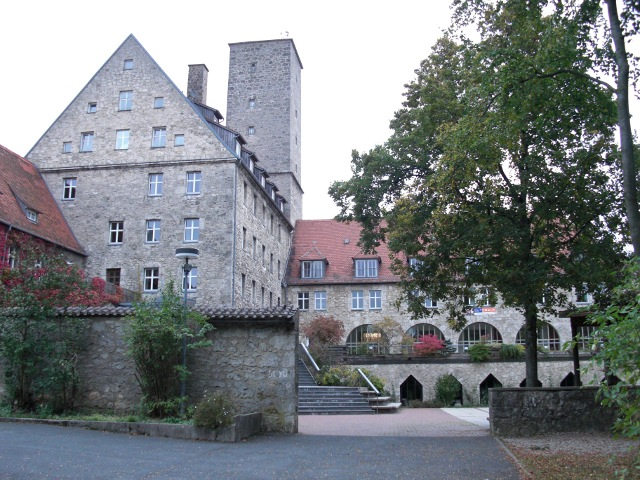
Gründungssitz Burg Feuerstein bei Ebermannstadt
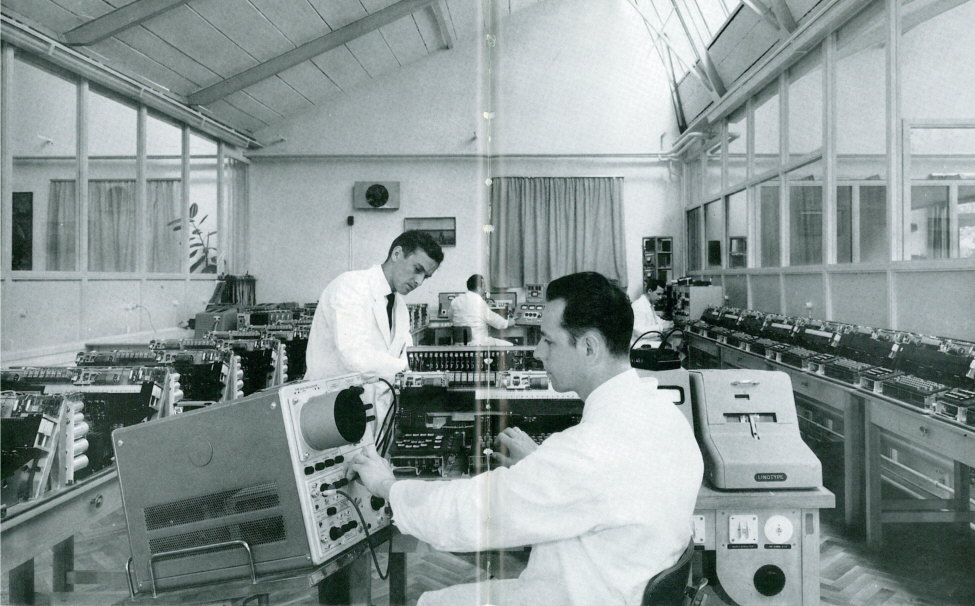
Elektronikfertigung bei Vierling in Ebermannstadt 1960
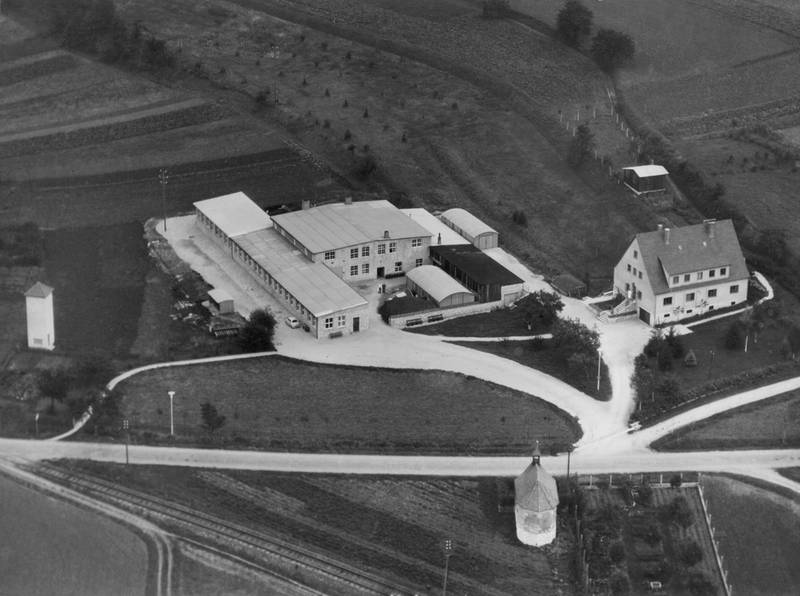
Betriebsgelände 1956
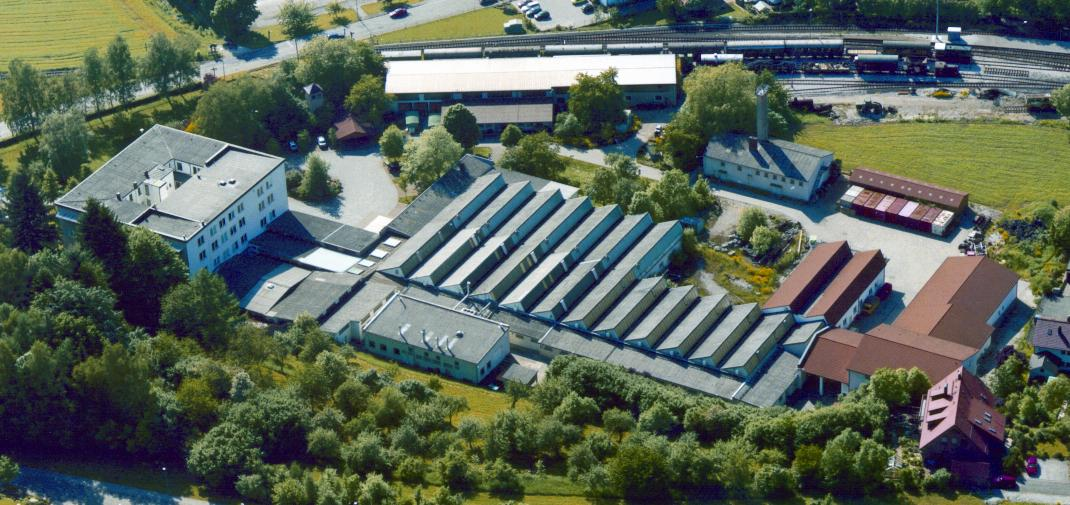
Vierling ca. Juni 2000
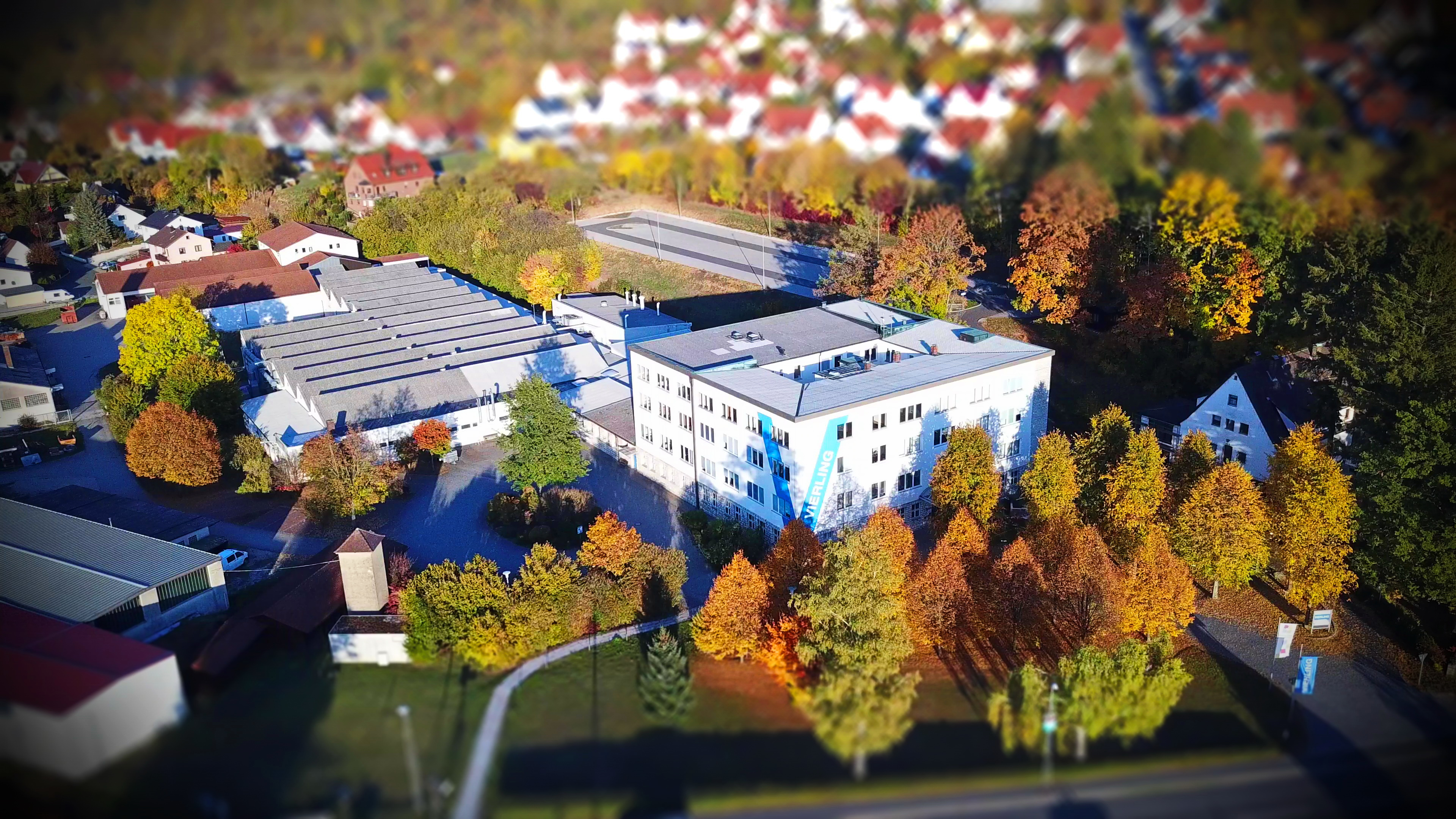
Gelände der Vierling-Gruppe im Oktober 2018

## Unternehmen
Das Unternehmen fertigt und entwickelt auf über 5.000 m² Betriebsfläche elektronische Baugruppen (SMT-Bestückung / THT-Bestückung), Geräte und Systeme. Als EMS-Anbieter beliefert Vierling Kunden aller Branchen (u. a. Automobilindustrie, Informationstechnologie, Telekommunikation, Satelliten-Navigation, Automatisierungs-, Medizin-, Luftfahrt- und Messtechnik) mit Entwicklungs- und Fertigungsdienstleistungen. Die Dienstleistungen von Vierling gliedern sich heute in folgende Segmente:
- Entwicklung: Erstellung von Lastenheften, Pflichtenheften, Machbarkeitsstudien, Rapid Prototypes, Muster und Proofs of Concept sowie Hard- und Softwaredesign.
- Leiterplatten-Bestückung: Bestückung mit SMD-Bauteilen (surface-mount devices) bis zur Bauform 01005, ICs mit Finepitch bis 0,4 mm sowie Mikro-BGAs und LGAs mit Hilfe von SMT-Linien (surface-mount technology) mit Hochgeschwindigkeits- und Präzisionsbestückern oder durch THT-Bestückung (Through Hole Technology).
- Endmontage und Auslieferung: Montage der Elektronik ins Gehäuse, Integration von zusätzlichen Modulen, Verkabelungen und Montageteilen sowie Verpackung und Versand an den Abnehmer.
- Testen und Prüfen: Vierling verfügt über verschiedene Prüfverfahren: z. B. automatische optische Inspektion (AOI), In-Circuit-Test (ICT), Flying-Probe-Test (FPT).
- Reparatur von elektronischen Baugruppen, Geräten und Systemen.

## Auszeichnungen
- Auszeichnungen: Erfolgreichster EMS-Anbieter aus Deutschland, Österreich und der Schweiz beim Best EMS Award 2009, 2010, 2011, 2012, 2013, 2015, 2017 und 2019 mit insgesamt 25 Auszeichnungen.